# Tvkニュース・天気
tvkニュース・天気（てぃーぶいけいにゅーす・てんき）はテレビ神奈川（tvk）で放送されているローカルニュースの総称である。なお、これはこの場での便宜的につけた名前の為、このタイトルで放送されるとは限らない。
ちなみに、各項頭に★のつくニュース番組に関しては全てタイトルクレジット中に「神奈川新聞」と合わせて表記される。
過去には、22:00から20分放送された時期、ニュース解説者（宮田修等）がいた時期等があった。
山下町社屋最後のスタジオ送出となった2004年5月9日21:50放送の定時ニュースまでは、「TVKニュース」のタイトルであった。

## tvkニュース
平日
- 12:55 前後：猫のひたいほどワイド内
  - 司会者から「では続いて、tvkニュース〇〇さんです」と振ってから、第4スタジオから（別曜日を含む）当番組MC以外のシフト勤務のアナウンサーが担当する。ただし、2015年4月30日（木）は、当時平日の当該時間帯に放送されていた『ありがとッ!』の金曜MCだった長澤彩子が担当した。
  - この枠は『TVグラフィックおしゃべりトマト』時代から続くニュースコーナーの一つであるが、『たてながHAMA大国』時代は「ハマたいむ」にさらに内包したうえ、大型ワイドであったことから13:00、14:00、15:00等の時期もあった。2001年、首都圏ネット4→首都圏トライアングル開始後も他局とは異なり、ニュースコーナーは神奈川ローカル枠での放送が続き、『1230アッと!!ハマランチョ』までは13時台での放送であった。その後番組『ありがとッ!』からは放送枠そのものが30分繰り上がったうえ、終了時間も変更になったことからニュースコーナーの時間が繰り上がり今に至る。
- 18:00 - 18:15（金曜日は「tvk NEWSハーバー」内包のため、放送時間が異なる）[1]

土曜日
- 17:55 - 18:00（2021年4月3日から）

- 20:55 - 21:00（2021年4月3日から）

日曜日
- 17:55 - 18:00（2021年4月4日から）

- 20:55 - 21:00（2021年4月4日から）

祝日・年末年始（週末を除く）
- 18:00 - 18:05（2021年4月29日から）
- 20:55 - 21:00（2021年4月29日から・平日のベルト番組「News Link」休止に伴う代替番組）

高校野球神奈川大会期間中の平日
- 21:30 - 21:40（21:40 - 22:00に「高校野球ニュース」を放送することによる「News Link」休止に伴う代替番組）

### 担当アナウンサー
基本的にはtvkアナウンサー、キャスター（2022年4月以降）が担当するが、以下はtvkアナウンサー以外が担当した例（いずれも一時期）。
- 神奈川新聞記者（1980年代の一部、天気予報は鎗田圭子や原良枝等のtvkアナウンサーが担当）
- 小澤京子（仲山今日子の1度目の退職後の穴埋めで2003年11月）
- 松岡みゆき（同上）
- 間中由希（詳細不明）
- 針谷衣織里[2]（同上）
- 木村英里（同上）
- 本多真弓（同上）
- 仲谷亜希子（同上）
- 野田亜耶奈（同上）
- 春山恵理（同上）
- 角田京子[3]（2015年10月 - 2017年3月、2022年2月[4] - ）
- 守口香織（2022年2月 - 3月）[5]

## ★tvkスポットニュース
全て平日に放送。午前中の枠は前番組からステブレ無しで接続され、後番組にステブレ無しで接続。高校野球神奈川県大会中継時の平日は第1試合終了後に天気予報と共に約5分放送される。この時はかつて、元tvkや外部の女性アナウンサーも担当する頻度が高かった。以前は午後の2回も5分だった。なお、午後の枠（14:59 - 15:00、15:59 - 16:00）は2022年3月31日をもって廃枠となった。
なお、午前中の1分枠について、開始当初はオープニングタイトルとエンドタイトルが各10秒あったことから、事実上本編尺が40秒のみであったが、2021年夏ごろからその両方が廃された他、顔出しもなくなり、その時間帯の主なニュースを何項目か並べたCG画面で進行する構成に改められた。
- 平日
  - 9:59 - 10:00
  - 10:59 - 11:00
  - 11:59 - 12:00

担当したtvk以外のアナウンサー○はtvk退社後。
- 内田朱美○（高校野球中継時）
- 野中美里○（同上）
- 長瀬佳美○（同上）
- 大原裕美○（同上）
- 中村理恵○（同上）
- 山本周子（同上）
- 富樫吉樹（報道企画室異動後の2010年春ごろ）
- 三浦綾子○（2015年4月27日9:59）

## weather report
weather report（うぇざーりぽーと）は神奈川・東京を中心とした天気を伝える。年末年始や番組改編時など単発で生まれてしまう5分間の番組の穴埋めなどで放送される事も多々ある。
現在の関内に本社を移転した際に「TVK天気予報」（ティーブイケイてんきよほう）からタイトルをローマ字表記に変更している。
また、高校野球神奈川県大会中継時の土曜・日曜・祝日は第1試合終了後（3試合開催日は第2試合終了後も）に約5分間放送される。

### 放送時間
（2024年3月現在）
平日（※特記無きものは月曜 - 金曜放送）
- 0:55 - 1:00（月曜）
- 1:55 - 2:00（火曜）
- 5:00 - 5:05
- 8:25 - 8:30
- 9:59 - 10:00（不定期）
- 10:59 - 11:00（不定期）
- 11:59 - 12:00（不定期）
- 12:55ごろ - 13:00ごろ（月曜 - 木曜 猫のひたいほどワイド内、tvkニュースと同時に伝えられる。）
- 16:55 - 17:00（休日のみ）
- 18:10ごろ：（月曜 - 木曜）（tvkニュース内）
- 18:25ごろ：（金曜）（tvk NEWSハーバー内、「ウェザーニュース」として。お天気キャスター担当）
- 18:50 - 19:00（水曜 - 木曜）
- 19:55 - 20:00（月曜 - 木曜 「tvkプロ野球中継 横浜DeNAベイスターズ熱烈LIVE」がある日は中止）
- 20:55 - 21:00（水曜 - 金曜 「tvkプロ野球中継 横浜DeNAベイスターズ熱烈LIVE」がある日は中止）
- 21:50ごろ - 21:55ごろ（News Link内、「ウェザーニュース」として）
- 21:55 - 22:00
- 22:55 - 23:00（月曜・火曜・木曜・金曜）

土曜日
- 1:25 - 1:30
- 6:55 - 7:00
- 17:57ごろ - 17:58ごろ（tvkニュース内）
- 20:57ごろ - 20:58ごろ（tvkニュース内）

日曜日
- 6:55 - 7:00
- 17:57ごろ - 17:58ごろ（tvkニュース内）
- 19:55 - 20:00
- 20:57ごろ - 20:58ごろ（tvkニュース内）

2009年の春改編で、いくつかの天気枠が削減された。朝は7:20枠で「weather info.」→「すまてん」→「weather report」と放送されてきたが、Bloombergの終了とともに、打ち切られた。深夜も放送されていたが、その枠は「キャラディのジョークな毎日」が放送されていた。2015年ごろまで日曜12:55にも放送されていた。
2018年4月からには、18:20 - 18:30分間（火曜 - 木曜）の10分間の放送していたが、2022年10月に18:50 - 19:00に移動、そこの枠に、18:15 - 18:45の「tvkお買物情報」が入った。
主な内容は、
- オープニング（15秒）
- 今日の天気予報を伝える（夜の放送なら明日の天気予報）
- エンディング（15秒）
- コマーシャル

## weather info.
weather info.（うぇざー・いんふぉ）は、日曜6:55 - 7:00に放送されていた。以前は平日も放送されていたが、2007年10月からは週末のみ放送となり、さらに2008年4月からは日曜日のみの放送に短縮されていた（朝の時間はこの番組（info.またはすまてん）の後枠として「weather report」を放送している。2009年4月25日に終了、「お天気テレビ〜ニョ」以来11年の歴史に幕を閉じた。後枠は単に天気を伝える「weather report」。
主な内容は、
- オープニング（15秒）
- その日の天気と予想最高気温
- コマーシャル
- 催物ガイドと番組ガイド

画面の流れとしては画面をL字化した後に「＊きょうは○月○日（日）」と日付情報。そして催物ガイドを2本。その後に番組ガイドを流し、BGM情報。L字解除。
- エンディング（15秒）
- 催物ガイドと番組ガイドは字幕によって流され、背景は横浜ベイブリッジのお天気カメラからの風景が流れている。

となっている。
なお、県内で開催される大型マラソン（湘南国際マラソンなど）が開催される時は、「＊きょうは○月○日（曜日）」と字幕の後に開催される旨と交通規制の情報が終始流される。なお、この時は「朝の周波数カード」（放送開始前のフィラー）でも普段は天気カメラの情報を流す部分で開催するか否かを流している。
ルーツは、1999年4月に放送を開始した「お天気テレビ〜ニョ」で、15分番組だった。天気予報→催物ガイド→天気予報のフォーマットで流れ、当初は必ず「saku saku morning call」との組み合わせで編成されていた。また、10時台に教育放送の穴埋めで流されることもあった。やがて「saku saku morning call」の終了や編成上の都合で2003年から5分番組となり、tvkの新社屋移転により現タイトルに改題され現在に至る。15分時代、BGMとして、「She Wears Black/Incognito」が流れていた。
15分時代は天気予報が地域単位で流されるなど細かかったが、内容は天気予報が簡略化された以外には開始当初から大差ない。

## PVをバックにした天気予報
様々なPVなどを流しつつ、画面下で天気予報を流すもの（いわゆる「歌う天気予報」スタイル）。

### おどって!アンパンマン天気予報
不定期。原型企画「おどって!アンパンマン」が放送されている平日昼のワイド番組『ありがとッ!』が祝祭日や高校野球神奈川大会中継等で休止時の代替企画として放送。
｢ありがとッ!｣の前番組である『1230アッと!!ハマランチョ』では毎日13:50ごろから放送されていた。

### 公園バレエ
不定期で放送。バレリーナの伊藤杏が関東地区近郊にある公園（潮風公園、新宿御苑、浜離宮恩賜庭園、城ヶ島など）でバレエを踊っているPVにのせて天気予報を表示する。